# Jurij Zajcev
Jurij Konstantinovič Zajcev (in russo Юрий Константинович Зайцев?; Pobedino, 17 gennaio 1951 – Dnipro, 30 settembre 2022) è stato un sollevatore sovietico campione olimpico, mondiale ed europeo che ha gareggiato nella categoria dei pesi massimi (fino a 110 kg.).

## Biografia
Nato nell'estremo Oriente della Russia, Jurij Zajcev si trasferì all'età di dieci anni con la sua famiglia in Kazakistan, dove cominciò da adolescente a praticare il sollevamento pesi.
Dopo essersi messo in luce nelle categorie giovanili, fece il suo esordio internazionale ai Campionati mondiali di Manila del 1974, ottenendo subito una medaglia di bronzo con 367,5 kg. nel totale, dietro al connazionale Valerij Ustjužin (380 kg.) e al tedesco orientale Jürgen Ciezki (377,5 kg.).
Due anni dopo vinse la medaglia d'argento ai Campionati europei di Berlino Est con 400 kg. nel totale alle spalle del bulgaro Valentin Hristov (415 kg.). Qualche mese più tardi partecipò alle Olimpiadi di Montréal 1976, terminando al 2º posto con 385 kg. nel totale, stesso risultato del bulgaro Krăstju Semerdžiev, il quale però si classificò dietro a Zajcev a causa del suo peso corporeo più pesante rispetto a quello del sovietico. Il vincitore originario di quella gara fu Valentin Hristov con 400 kg. nel totale ma poco dopo risultò positivo al doping, venendo pertanto squalificato. La medaglia d'oro fu riassegnata a Zajcev, quella d'argento a Semerdžiev e quella di bronzo al polacco Tadeusz Rutkowski (377,5 kg.). In quella edizione la competizione olimpica era valida anche come Campionato mondiale.
L'anno successivo Zajcev vinse la medaglia d'argento ai Campionati mondiali ed europei di Stoccarda con 395 kg. nel totale, dietro a Valentin Hristov (405 kg.), al quale fu concesso di gareggiare dopo una breve squalifica per la positività al doping dell'anno precedente.
Nel 1978 Zajcev vinse dapprima la medaglia d'oro ai Campionati europei di Havířov con 402,5 kg. nel totale e, qualche mese dopo, conquistò un'altra medaglia d'oro ai Campionati mondiali di Gettysburg con lo stesso risultato nel totale, davanti a Ciezki (argento) e allo svedese Leif Nilsson (bronzo), entrambi con 385 kg. nel totale.
Ai Campionati nazionali sovietici del 1979 Zajcev terminò in terza posizione ma fu comunque convocato per i Campionati europei di Varna, dove vinse la medaglia d'oro con 400 kg. nel totale, davanti al bulgaro Krasimir Drăndarov (390 kg.) ed al tedesco orientale Peter Käks (385 kg.).
Mancò la qualificazione alle Olimpiadi di Mosca 1980 e si ritirò dall'attività agonistica, durante la quale stabilì due record mondiali nella prova di slancio.